# Кириченко, Юрий Алексеевич
Ю́рий Алексе́евич Кириче́нко (13 января 1936 — 6 мая 2017) — советский и российский дипломат. Чрезвычайный и полномочный посол.

## Биография
Член КПСС. 
Окончил Киевский национальный университет имени Тараса Шевченко (1958) и Высшую дипломатическую школу МИД СССР (1964).
- В 1958—1962 годах — сотрудник МИД УССР.
- В 1962—1964 годах — слушатель ВДШ МИД СССР.
- В 1964—1970 годах — второй секретарь, первый секретарь, советник посольства СССР в ОАР.
- В 1970—1972 годах — сотрудник центрального аппарата МИД СССР.
- В 1972—1973 годах — советник-посланник посольства СССР в Турции.
- С 21 июня 1973 по 14 марта 1975 года — чрезвычайный и полномочный посол СССР в Исландии[1].
- С 2 апреля 1975 по 20 февраля 1982 года — чрезвычайный и полномочный посол СССР в Норвегии[2].
- В 1982—1986 годах — заведующий Отделом по культурным связям с зарубежными странами МИД СССР.
- С 28 октября 1986 по 6 декабря 1990 года — чрезвычайный и полномочный посол СССР на Маврикии[3].

До 1998 года был главным советником Первого департамента стран СНГ МИД России. С 1998 года — в отставке.
Похоронен на Новодевичьем кладбище рядом с отцом.

## Награды
- Орден Дружбы народов
- Орден «Знак Почёта»
- Медаль «За трудовую доблесть»

## Семья
Был сыном члена Президиума ЦК КПСС (1955—1960) и секретаря ЦК КПСС (1957—1960), первого секретаря ЦК Компартии Украины (1953—1957) Алексея Илларионовича Кириченко. Был женат на дочери министра обороны СССР (1967—1976) Андрея Антоновича Гречко Татьяне (1927—2002).